# L.A. 건즈
L.A. 건즈(L.A. Guns)는 1983년 결성된 미국의 글램 메탈 밴드이다. 현재 라인업은 트레이시 건즈(리드 기타), 필 루이스(리드 보컬), 에이스 본 존슨(리듬 기타, 백 보컬), 조니 마틴(베이스, 백 보컬), 스콧 쿠건(드럼)으로 구성되어 있다. 이 그룹의 첫 번째 화신은 1983년 트레이시 건즈와 롭 가드너에 의해 결성되었으며 1985년 3월 로스앤젤레스 그룹인 할리우드 로즈와 합병하여 건즈 앤 로지스를 결성하였다. 그 밴드에서 잠시 재임한 후, 건즈는 폴 블랙, 믹 크립스, 로버트 스토다드, 니키 알렉산더로 구성된 새로운 라인업으로 L.A. 건즈를 개혁했다. 블랙은 곧 전 걸 가수 필 루이스로 대체되고, 전 패스터 푸시캣의 베이시스트 켈리 니켈스는 이 그룹에 추가되었다. 이후, 알렉산더는 전 W.A.S.P. 드러머였던 스티브 라일리에 의해 교체되어 L.A. 건즈의 "클래식 라인업"으로 알려지게 되었다. 그들은 1980년대 후반과 1990년대 초반에 중간 정도의 성공을 거두었다. 하지만, 이 그룹은 수많은 라인업 변경을 겪었고(라일리가 가장 일관된 멤버로) 주류의 관심을 다시 얻는 데는 실패했다.
이 그룹의 "클래식 라인업"은 1999년에 재결합하여 새로운 자료를 녹음하기 시작했다. 하지만, 이 그룹은 계속해서 라인업을 바꾸었고, 건즈는 결국 2002년 머틀리 크루의 니키 식스와 함께 하드 록 슈퍼 그룹 브리즈 오브 디스트레이션을 결성했다. LA 건즈는 건즈 없이 계속하여 기타리스트 스테이시 블레이드를 불러들였으나 2006년 브레이즈 오브 디스트레이션을 중단하기로 결정한 후, 트레이시 건즈 밴드를 결성하였다. 이 그룹의 라인업은 전 L.A. 건즈 멤버인 블랙, 알렉산더, 그리고 제레미 건즈(비록 라인업이 변경되겠지만)로 구성되었고, 결국 L.A. 건즈로 이름을 바꾸었다. 두 그룹은 트레이시 건즈가 이끄는 그룹의 버전이 해체된 2012년까지 L.A. 건즈 이름 밑에서 녹음과 투어를 계속했다.

## 음반 목록
스튜디오 음반
- L.A. Guns (1988)
- Cocked & Loaded (1989)
- Hollywood Vampires (1991)
- Vicious Circle (1994)
- American Hardcore (1996)
- Shrinking Violet (1999)
- Man in the Moon (2001)
- Waking the Dead (2002)
- Tales from the Strip (2005)
- Hollywood Forever (2012)
- The Missing Peace (2017)
- The Devil You Know (2019)
- Renegades (2020)
- Checkered Past (2021)